# Kasabian
Kasabian (МФА: [kəˈseɪbiən]) — британская рок-группа, образованная в 1997 году в Лестере. Первоначально в состав группы входили вокалист Том Мейган, гитарист и вокалист Серджо Пиццорно, гитарист Крис Карлофф и басист Крис Эдвардс. После работы группы с несколькими сессионными барабанщиками в 2004 году к Kasabian присоединился барабанщик Иэн Мэтьюз. В 2006 году Карлофф покинул коллектив и основал новую группу под названием Black Onassis. В 2006 году состав группы пополнил Джей Мелер. В 2013 году Мелер ушёл из Kasabian в группу Лиама Галлахера Beady Eye и был заменён Тимом Картером. В июле 2020 года группу покинул Том Мейган.
В 2010 и 2014 годах Kasabian выиграли премию Q Awards в номинации «Лучшая группа современности», а также премию Q Awards в номинации «Лучшее живое выступление» в 2014 году и награду NME Awards в номинации «Лучшая концертная группа» в 2007 году. Стиль Kasabian зачастую определяют как инди-рок, однако Пиццорно говорил о том, что ненавидит инди-группы и не считает, что музыку Kasabian можно отнести к этому жанру.
Kasabian выпустили восемь студийных альбомов: Kasabian (2004), Empire (2006), West Ryder Pauper Lunatic Asylum (2009), Velociraptor! (2011), 48:13 (2014), For Crying Out Loud (2017), The Alchemist’s Euphoria (2022) и Happenings (2024). Звучание группы иногда описывают как смесь The Stone Roses и Primal Scream с уверенностью как у Oasis. Kasabian стали обладателями ряда музыкальных наград и получили признание различных изданий, в том числе на церемонии Brit Awards в 2010 году как лучшая британская группа. Также хвалебные отклики получили живые выступления группы, наиболее известным из которых является их участие на фестивале Гластонбери в 2014 году в качестве хэдлайнеров.

## История группы

### Ранние годы (1997—2002)
Первоначально группа называлась Saracuse. Она начинала записывать музыку в студии Bedrock в Лестере, где Крис Эдвардс работал инженером. Все изначальные участники коллектива были родом из Кантесторпа и Блейби, и группа образовалась, когда Пиццорно, Мейганом и Эдвардсом учились в Кантесторпском общественном колледже. Демозапись дебютного EP Kasabian продюсировал Скотт Гилберт, и она была передана группе 24 декабря 1998 года. Три песни были записаны живьём: «What’s Going On», «Life of Luxury» и «Shine On». Первое публичное выступление Kasabian прошло в клубе Vipers Rugby в честь празднования восемнадцатилетия Эдвардса с его семьёй и друзьями. Затем группа при помощи лондонского диджея и продюсера Сэма Янга подписала контракт с BMG, после чего участники коллектива изменили его название на Kasabian по имени Линды Касейбиан — члена коммуны «Семья» Чарльза Мэнсона. В своём интервью Ukula басист Крис Эдвардс объяснил, как бывший гитарист группы Крис Карлофф выбрал название. Когда Карлофф читал о Чарльзе Мэнсоне, фамилия Касейбиан врезалась ему в память. «Он просто подумал, что слово было клёвым, и буквально в течение минуты после того, как остальные из нас услышали это… решение было принято», — сказал Эдвардс. Касейбиан (Касабян) — типичная армянская фамилия, образованная от диалектного армянского слова ղասաբ (ġasab), происходящего от арабского слова قصّاب (qaṣṣāb), которое переводится как «мясник» или «палач», и распространённого среди армянских фамилий окончания -ян, обозначающего принадлежность к роду. Сэм Янг работал на небольшой независимый лейбл Concept Music, и менеджер группы представил ему демозапись Saracuse. Concept хотел заключить контракт с коллективом, и соглашение было подписано, однако Сэм взял на себя управленческие обязанности и немедленно подписал контракт с BMG, поскольку у него был старый друг Даррен Диксон, незадолго до этого начавший работать в отделе лейбла по поиску и продвижению новых исполнителей (A&R). EMI также были заинтересованы в сотрудничестве с группой. Впоследствии участники группы поссорились с Сэмом Янгом. По словам Янга, они никогда не благодарили его или не были признательны за то, что он сделал, навсегда изменив их жизнь.

### Kasabian(2003—2005)
Их одноимённый дебютный альбом вышел 13 сентября 2004 года в Великобритании, хорошо продавался и получил в целом положительные отзывы критиков. Во время записи участники группы проживали в фермерском доме вблизи Ратленд-Уотер, чтобы полностью сосредоточиться на работе. В 2005 году Kasabian выступали на фестивале Гластонбери на Дополнительной сцене (Other Stage).
Несмотря на более ранний выпуск двух других синглов — «Processed Beats» и «Reason Is Treason», именно выход третьего по счёту сингла «Club Foot» привёл Kasabian к успеху в UK Singles Chart. Он написан в ранние годы Kasabian и продолжал пользоваться как успехом у критиков, так и коммерческим успехом. «Club Foot» стала одной из наиболее полюбившихся публике песен группы, и с момента выхода исполнялась почти на всех живых выступлениях коллектива.
В течение этого периода с Kasabian играли различные барабанщики, в том числе нынешний клавишник Бен Кили, диджей Дэн Ральф Мартин, братья Митч и Райан Гловер и другие. Во время записи в Бристоле группа встретила Йена Мэтьюза, участвовавшего в записи «Processed Beats», «Butcher Blues», «Beneficial Herbs» и, вероятно, других песен с дебютного альбома и прочих композиций. В 2004 году его пригласили присоединиться к туру, а в апреле 2005 года Мэтьюз стал постоянным участником группы. Альбом был спродюсирован Джимом Аббиссом.

### Empireи уход Карлоффа (2006—2007)
Во время записи второго альбома Kasabian, Empire, у одного из основных авторов песен, Кристофера Карлоффа, в соответствии с сайтом группы, возникли творческие разногласия с другими участниками коллектива, и его попросили уйти. В то же время есть основания полагать, что Кристофер покинул группу в силу личных обстоятельств. Он участвовал в записи трёх песен с альбома Empire.
Работа над Empire велась совместно с Джимом Эббиссом, он был выпущен в Великобритании 28 августа 2006 года. «Empire» был опубликован как первый сингл альбома и занял девятую позицию в UK Singles Chart, сингл «Shoot the Runner» занял семнадцатую позицию в этом же хит-параде. Третий сингл, «Me Plus One», вышел 2 января 2007 года.
В 2007 году на церемонии NME Awards Kasabian получили награду в номинации «Лучшая концертная группа».

### West Ryder Pauper Lunatic Asylum(2008—2010)
В конце 2007 года Kasabian выпустили EP Fast Fuse, включавший песни «Fast Fuse» и «Thick as Thieves». Вместе с тем EP не получил какого-либо продвижения или рекламы. Изменённые версии обоих треков представлены в их третьем альбоме.
Kasabian начали работу над альбомом в конце 2007 года совместно с продюсером Дэниелем Накамурой, также известным как Dan the Automator. В марте 2009 года стало известно, что он получит название West Rider Pauper Lunatic Asylum и выйдет 8 июня того же года. Песня «Vlad the Impaler», выпущенная в качестве анонса к альбому, в течение четырёх дней была доступна для свободного скачивания. Также было опубликовано промовидео, главную роль в котором исполнил Ноэль Филдинг, известный участием в комик-группе «Майти Буш». Он является большим поклонником Kasabian; позже Ноэль появлялся на обложке NME вместе с группой.
1 июня 2009 года группа выпустила первый официальный сингл альбома — «Fire». Его использовали в качестве музыкальной темы английской Премьер-лиги в сезоне 2010/11, а также некоторых последующих сезонах. Вторым синглом стала песня «Where Did All the Love Go?», третьим — «Underdog», использованный в фильме «Мальчики-налётчики» (2010).
14 июня 2009 года West Ryder Pauper Lunatic Asylum достиг первой позиции в UK Albums Chart и оставался на ней две недели. Альбом также вошёл в список финалистов Mercury Prize 2009 года и победил в номинации «Лучший альбом» на Q Awards того же года. Kasabian победили в номинации «Лучшая группа» на церемонии BRIT Awards 2010 года. На Q Awards 2010 года коллектив был назван «Лучшей группой современности».
В 2010 году первые три альбома вышли в виде бокс-сета под названием The Albums.

### Velociraptor!(2011—2012)
Kasabian начали работу над четвёртым альбомом, Velociraptor!, в ноябре 2010 года совместно с продюсером Дэниелем Накамурой. После нескольких интервью стало известно, что некоторые песни с альбома уже были написаны. Композиция «Green Fairy», использованная в качестве саундтрека к фильму «Телохранитель», в альбоме представлена под названием «La Fée Verte», причём альбомная версия отличается от саундтрека. В июне 2011 года Kasabian выступили на заключительной части фестиваля Isle of Wight. Также они были хэдлайнерами фестиваля RockNess и играли на рок-фестивале в Верхтере в июле 2011 года. Участники группы подтвердили, что выпуск альбома состоится 19 сентября того же года.
«Switchblade Smiles», первая выложенная песня из альбома Velociraptor!, 7 июня 2011 года была сыграна эксклюзивно для шоу Зейна Лоу на британской радиостанции BBC Radio 1. На шоу также были подтверждены название и дата выхода четвёртого альбома. Первая выпущенная композиция с альбома была доступна посетителям сайта Kasabian для прослушивания, а оформившим предзаказ альбома была предоставлена возможность её скачивания. Два трека с альбома («Velociraptor!» и «Switchblade Smiles») были впервые исполнены в ходе разминочного тура, в том числе во время выступления перед фестивалями RockNess и Isle of Wight на концертной площадке O2 Academy Leeds в июне 2011 года. Песня «Days Are Forgotten» должна была выйти на радио 22 июля 2011 года, однако накануне трек всплыл в Интернете. В отличие от предыдущих, альбом не вошёл в Billboard 200 за первую неделю после выпуска в США.
27 ноября 2011 года Kasabian исполнили «Goodbye Kiss» на закрытии сезона Формулы-1 на Би-би-си. В том же месяце группа отправилась в тур по Великобритании, включавший два выступления на концертной площадке Capital FM Arena в Ноттингеме при поддержке Майлза Кейна и австралийской группы ME. 31 декабря 2011 года Kasabian сыграли в новогоднем концерте под названием «NYE: Rewired» на O2 Arena в Лондоне. Мероприятие транслировалось в прямом эфире на YouTube.
По окончании выступлений в начале 2012 года в Японии, Австралии и Европе Kasabian отправились в тур по Северной Америке, который начался с выступления в Далласе 12 марта, включал 19 выступлений в США и Канаде и продолжился до конца апреля. 16 мая на сайте Kasabian было объявлено, что их шоу, снятое 15 декабря 2011 года на концертной площадке O2 в Лондоне, 30 мая 2012 года будет показано более чем в 60 кинотеатрах Великобритании и Ирландии. Фильм, названный Kasabian Live! Live at the O2, распространяется Altive Media и Eagle Vision. 29 июня 2012 года Kasabian выступали на фестивале Main Square в Аррасе. Во время окончания выступления Том Мейган вернулся на сцену без группы и исполнил песню The Beatles «She Loves You» без аккомпанемента, что он также сделал за три дня до этого в Афинах и 16 июня на фестивале NorthSide в Дании. 8 июля 2012 года группа выступала в качестве хэдлайнера на британском фестивале T in the Park, а также на фестивалях Рединг и Лидс 24 и 25 августа 2012 года.

### 48:13(2013—2015)
В марте 2013 года Серджо Пиццорно подтвердил в Facebook, что ритм-гитарист Джей Мелер, выступавший с группой на концертах, покинул Kasabian и присоединился к группе бывшего фронтмена Oasis Лиама Галлахера, Beady Eye, в качестве концертного бас-гитариста. Пиццорно заявил: «Джей наш брат, и последние шесть лет были превосходными. Он двигается дальше и будет невероятным в Beady Eye». К группе в качестве концертного гитариста присоединился Тим Картер, впервые выступивший с группой 6 марта 2013 года на концерте в Уэмбли Арене. Картер — звукоинженер и продюсер, сотрудничавший с Дэниелем Накамурой, который спродюсировал West Ryder Pauper Lunatic Asylum и Velociraptor!.
После небольшого количества концертов и фестивальных выступлений в течение года, в ноябре 2013 года Kasabian выложили тизер, объявив, что в последние шесть месяцев они работали над новым материалом. Продюсером альбома стал Серджо Пиццорно. Также в июне 2014 года Kasabian выступили в Лестере перед 60 тысячами зрителей на концерте в честь 10-й годовщины выхода первого альбома коллектива. 29 июня 2014 года Kasabian были хэдлайнерами Пирамидальной сцены (Pyramid stage) на фестивале Гластонбери.
28 апреля 2014 года участники группы рассказали, что альбом получит название 48:13, а 9 июня 2014 года состоялся его выход. Первый сингл для продвижения альбома, «Eez-eh», был выпущен 29 апреля 2014 года. Группа исполняла его на фестивале Гластонбери 2014 года наряду с другими композициями из 48:13 и предыдущих альбомов. В шоу также были представлены кавер-версии песен Gnarls Barkley «Crazy» и Fatboy Slim «Praise You», которая в течение некоторого времени использовалась в качестве вступления к песне «L.S.F».
На церемонии NME Awards 2015 года Kasabian были номинированы на 9 наград, тем самым побив рекорд Oasis 2009 года (7 номинаций).

### For Crying Out Loudи уход Мейгана (2016—2021)
В мае 2016 года группа отправилась в небольшой тур, два важнейших концерта которого прошли на стадионе футбольного клуба «Лестер Сити» «Кинг Пауэр» с целью празднования победы клуба в Премьер-лиге. На первом из этих концертов Kasabian представили новую песню «Put Your Life On It», посвящённую городу и тем, кто больше не с нами и не может увидеть недавние спортивные достижения города, под аккомпанемент хора Университета Де Монтфорт. 16 мая в ходе парада победы «Лестер Сити» они выступили в парке Виктория. Были перечислены многочисленные источники вдохновения для шестого альбома, включая Nirvana, Брюса Спрингстина и Дэвида Боуи. 8 сентября было подтверждено, что трек «Comeback Kid» войдёт в музыкальное сопровождение игры FIFA 17 от компании EA Sports. В декабре 2016 года появилась информация запланированном выступлении группы в 2017 году на фестивалях Рединг и Лидс, а также о том, что Kasabian заканчивают работу над новым альбомом. Позже были объявлены выступления группы на нескольких фестивалях летом 2017 года, включая Рединг и Лидс в августе.
В январе 2017 года в интервью NME Пиццорно рассказал, что в альбом войдёт трек под названием «Bless This Acid House», который, по мнению музыканта, является одной из лучших записей, которые он когда-либо писал.
В марте 2017 года было подтверждено, что шестой альбом группы будет назван For Crying Out Loud и выйдет 28 апреля, однако позже дата была перенесена и альбом вышел 5 мая 2017 года. На обложке For Crying Out Loud представлена фотография технического сотрудника группы Рика Грэма. Группа отправилась в мировое турне в поддержку альбома, включавшее выступления на фестивалях Рединг и Лидс и фестиваль TRNSMT в Глазго.
6 июля 2020 года в официальном профиле коллектива в Instagram была опубликована информация о том, что вокалист и основатель группы — Том Мейган — покидает коллектив по личным обстоятельствам. Позже стало известно, что он признал свою вину в акте домашнего насилия по отношению к его невесте, совершённом в апреле 2020 года, и понесёт за это наказание. Группа мотивировала его уход тем, что не готова продолжать существовать в прежнем составе и мириться с преступлением Тома.
28 мая 2021 года группа анонсировала октябрьский тур по Великобритании, первый с момента ухода Тома Мейгана из коллектива.

### The Alchemist’s Euphoria(2021 — н.в.)
27 октября 2021 года коллектив выпустил свой первый сингл за более чем четыре года «Alygatyr». 6 мая 2022 года был выпущен второй сингл «Scriptvre», а также видеоклип и анонс их седьмого альбома The Alchemist’s Euphoria , который вышел 12 августа. 3 июня 2022 года, в день, когда Kasabian играли на фестивале в Knebworth Park на разогреве у Лиама Галлахера, они выпустили третий сингл «Chemicals» вместе с лирическим видео, а 20 июня 2022 года — музыкальное видео.

## Состав группы
Текущий состав:
- Серджо Пиццорно
- Крис Эдвардс
- Иэн Мэттьюз
- Тим Картер

| Текущие участники - Серджо Пиццорно (англ. Sergio Pizzorno) — гитара, бэк-вокал, вокал, клавишные, перкуссия, программирование; - Крис Эдвардс (англ. Chris Edwards) — бас-гитара; - Иэн Мэтьюз (англ. Ian Matthews) — ударные (с 2005); - Тим Картер (англ. Tim Carter) — гитара (с 2021). Бывшие участники - Крис Карлофф (англ. Chris Karloff) — гитара, бас-гитара, клавишные, программирование (1997—2006); - Том Мейган (англ. Tom Meighan) — вокал (1997—2020). | Концертные участники - Бен Кили (англ. Ben Kealey) — клавишные (с 2006); - Гэри Алесбрук (англ. Gary Alesbrook) — труба (с 2006). Временные и бывшие концертные участники - Джей Мелер (англ. Jay Mehler) — гитара (2006—2012); - Райан Гловер (англ. Ryan Glover) — ударные; - Митч Гловер (англ. Mitch Glover) — ударные; - Даниэль Ральф Мартин (англ. Daniel Ralph Martin) — ударные; - Мартин Холл-Адамс (англ. Martin Hall-Adams) — ударные. |

## Дискография
Студийные альбомы
- Kasabian (2004)
- Empire (2006)
- West Ryder Pauper Lunatic Asylum (2009)
- Velociraptor! (2011)
- 48:13 (2014)
- For Crying Out Loud (2017)
- The Alchemist’s Euphoria (2022)
- Happenings (2024)